# Liste des ministres sénégalais de la Santé
Cet article présente la liste des ministres de la Santé du Sénégal depuis les années 1960.

## Liste des ministres
- 1960 : Amadou Boubacar Sarr
- 1961 : Amadou Cissé Dia
- 1962 : Ibrahima Diallo
- 1962-1963 : Demba Coly
- 1966-1968 : Abdoulaye Ly
- 1970-1972 : Daouda Sow
- 1973-1974 : Coumba Ndoffène Diouf
- 1975 : Matar Ndiaye
- 1975-1978 : Doudou Ngom
- 1985 : Mamadou Diop
- 1986 : Thierno Ba
- 1986-1987 Marie Sarr Mbodj (première femme)
- 1988-1990 : Thérèse King
- 1990-1995 : Assane Diop
- 1995-1998 : Ousmane Ngom
- 1998-2000 : Assane Diop
- 2001 : Abdou Fall
- 2001-2003 : Awa Marie Coll Seck
- 2003-2004 : Issa Mbaye Samb
- 2004 : Aminata Diallo
- 2004-2005 : Issa Mbaye Samb
- 2005-2007 : Abdou Fall
- 2007 : Issa Mbaye Samb
- 2007-avril 2009 : Safiatou Thiam
- mai 2009-septembre 2009 : Thèrèse Coumba Diop
- décembre 2009-avril 2012 : Modou Diagne Fada
- avril 2012-septembre 2017 : Awa Marie Coll Seck
- septembre 2017-mai 2022  : Abdoulaye Diouf Sarr
- Depuis mai 2022 : Marie Khemesse Ngom Ndiaye (en)